# Arno van der Zwet
Arno van der Zwet (Heerhugowaard, 7 mei 1986) is een Nederlandse voormalige baan- en wegwielrenner. Van der Zwet nam vier keer achter elkaar deel aan de wereldkampioenschappen baanwielrennen van 2009 tot 2012. Hij behaalde twee keer een zesde plaats op de ploegenachtervolging. Tijdens de Europese kampioenschappen baanwielrennen in 2010 won hij een bronzen medaille, ook op de ploegenachtervolging.

## Belangrijkste resultaten elite

### Baan
2006
 Nederlands kampioenschap, puntenkoers
2007
 Nederlands kampioenschap, scratch
2008
 Nederlands kampioenschap, koppelkoers (met Geert-Jan Jonkman)
2009
UIV Cup Alkmaar (met Patrick Kos)
 Nederlands kampioenschap, puntenkoers
2010
 Wereldbeker Peking ploegenachtervolging (met Sipke Zijlstra, Tim Veldt en Levi Heimans)
 Nederlands kampioenschap, omnium
 Europees kampioenschap, ploegenachtervolging (met Sipke Zijlstra, Tim Veldt en Levi Heimans)
2011
 Wereldbeker Peking ploegenachtervolging (met Wim Stroetinga, Jenning Huizenga en Levi Heimans)
2012
 Nederlands kampioenschap, omnium

### Weg
2013
2e etappe Olympia's Tour
2016
1e etappe Tobago International
eindklassement Tobago International